# Schweighouse-sur-Moder
Schweighouse-sur-Moder (en alsacià Schwaighüse) és un municipi francès, situat a la regió del Gran Est, al departament del Baix Rin. L'any 1999 tenia 4.595 habitants.
Forma part del cantó de Haguenau, del districte de Haguenau-Wissembourg i de la Comunitat d'aglomeració de Haguenau.

## Demografia
| 1962  | 1968  | 1975  | 1982  | 1990  | 1999  |
| ----- | ----- | ----- | ----- | ----- | ----- |
| 2.640 | 3.203 | 3.813 | 4.134 | 4.354 | 4.595 |

## Administració
| Període | Identitat      | Partit                 | Qualitat |  |
| ------- | -------------- | ---------------------- | -------- |  |
| 2008-   | Marcel Schmitt | Schweighouse Autrement |          |  |

## Personatges il·lustres
- Georges Wodli, resistent (1900-1943).